# 百年の恋
『百年の恋』（ひゃくねんのこい）は、篠田節子の小説。年収200万円の主夫と年収6000万円キャリアウーマンとの夫婦生活を描いた作品。価値観と生活環境が正反対の夫婦を皮肉なテイストで描かれている。
2003年にテレビドラマ化されている。

## 書籍情報
- 単行本：朝日新聞社、2000年11月発売、ISBN 978-4-02-257557-9
- 文庫：朝日文庫、2003年10月30日発売、ISBN 978-4-02-264316-2
- 文庫：集英社文庫、2007年1月発売、ISBN 978-4-08-746119-0 解説：藤田香織

## テレビドラマ
2003年11月10日から12月4日にかけてNHKのよるドラ枠で放送された。また、2005年2月21日から3月17日にかけて、この枠での再放送を行った。
夫婦の年収差による厳しい現実を描く作品だが、テレビドラマは橋部敦子の脚本によりコミカルに描かれている。

### 主な登場人物
岸田真一
演 - 筒井道隆
この作品の主人公。純朴で温厚な、いわゆる「ヤサ男」の30歳。職業はフリーライターで年収は200万円。取材で一目惚れした梨香子と結婚するが、その時になって梨香子の本性を知ってしまい、肩を落とす。得意の家事で日中は「主夫」として生活している。
大林梨香子
演 - 川原亜矢子
33歳。年収6000万円のキャリアウーマン。東京大学卒業後、外資系銀行に勤めている。フランス語が堪能で、仕事ができ、容姿もバッチリだが、家事が全然ダメで、その上すぐ逆上するキツイ性格の持ち主。
秋山泉子
演 - 高畑淳子
45歳。真一が仕事を貰っている雑誌の編集長。真一のことをすごく気にかけている。
平岡真由美
演 - 久我陽子
35歳。泉子の雑誌編集者で歴史担当。真一をよくつっかけているが、その内面は真一の才能が開花しないことを苛立ちながら思っている。
峰村修造
演 - 六平直政
48歳。フリーカメラマン。真一の先輩で、相談相手でもある。しかし、梨香子の浮気など、無根拠の話を言い、真一を困惑させている。
岡本正輝
演 - 加勢大周
33歳。自分の事務所を持つ弁護士。大学時代からの梨香子のほぼ唯一の友人。
大林里枝
演 - 江波杏子
梨香子の母親。梨香子と違い、家事をうまくこなす。真一との結婚を反対していた。たびたび梨香子のもとに行っては世話を焼くが、母娘との仲はギクシャクしている。